# Włodzimierz Pihowicz
Włodzimierz Pihowicz (ur. 1938) – polski inżynier maszyn okrętowych. Absolwent Politechniki Gdańskiej. W 1992 r. profesor na Politechnice Poznańskiej. W 2001 profesor na Wydziale Mechaniczno-Energetycznym Politechniki Wrocławskiej.